# Vranderup
Vranderup (tidligere Vrannerup) er en bebyggelse i Seest Sogn, Anst Herred, Ribe Amt.
Her har ligget en hovedgård, der 1454 tilhørte Johan og Christiern Pors, 1500 Bertel Rantzau, dennes svigersøn Bendix Abildgaard, hans søn Poul Abildgaard, hvis enke, fru Kirsten Ulfeldt, 1580 mageskiftede den til Kronen.
|  | Denne artikel om en bygning eller et bygningsværk kan blive bedre, hvis der indsættes et (bedre) billede. Du kan hjælpe ved at afsøge Wikimedia Commons for et passende billede eller lægge et op på Wikimedia Commons med en af de tilladte licenser og indsætte det i artiklen. |

55°29′43″N 9°23′30″Ø / 55.4953°N 9.3917°Ø